# Kanał Zuzanka
Kanał Zuzanka lub Kanał „A” – kanał wodny (dawniej rzeka) w województwie kujawsko-pomorskim, o długości 17,8 km oraz powierzchni zlewni wynoszącej 142 km². Kanał rozpoczyna się we wsi Telążna Leśna w powiecie włocławskim w okolicach jeziora Telążna, natomiast kończy się we Włocławku, gdzie wpływa do Wisły, jako jej lewy dopływ. Pierwotnie rzeka Zuzanka miała swoje ujście we wsi Wistka Szlachecka. Ciek posiada w dużej mierze charakter rolniczy.

## Miejscowości przez które przebiega kanał Zuzanka
- Telążna Leśna
- Mursk
- Mostki
- Wistka Szlachecka
- Wistka Królewska
- Modzerowo
- Włocławek

.